# Harald Siepermann
Harald Siepermann (*  10. Juni 1962 in Hattingen; † 16. Februar 2013 in Hamburg) war ein deutscher Zeichner von Comics und Zeichentrickfilmen.

## Leben
Nach dem Abitur in Hattingen und Studium an der Essener Folkwang-Hochschule gründete er ein Studio für Storyboards, in dem er Vorlagen für Filme und Werbesendungen zeichnete. Bekannt geworden ist er vor allem durch die Comicserie Alfred Jodocus Kwak (in Zusammenarbeit mit Herman van Veen). Darüber hinaus hat Siepermann in den Vereinigten Staaten unter anderem bei den Disney-Zeichentrickfilmen Falsches Spiel mit Roger Rabbit, Mulan und Ein Königreich für ein Lama als Charakterdesigner mitgewirkt. Eine von ihm gezeichnete Mecki-Geschichte, die als Fortsetzungsgeschichte in der Programmzeitschrift Hörzu erschien, wurde vorzeitig abgebrochen.
Seit den 1990er Jahren war Siepermann vermehrt als Dozent im Bereich Trickfilm an der Hamburger Animation School, der German Film School, der Games Academy, der Fachhochschule Mainz und der Filmakademie Baden-Württemberg tätig.
Ab 2010 arbeitete er an seinem ersten Regieprojekt, dem Animationsfilm Der 7bte Zwerg nach einem Buch von Bernd Eilert. Der computeranimierte Film entstand in Koregie mit Boris Aljinovic für die Hamburger Produktionsfirma Zipfelmützenfilm  von Otto Waalkes und Douglas Welbat, die bereits zwei 7-Zwerge-Realfilme produziert hat.
Im Februar 2013 starb er im Alter von 50 Jahren an Krebs.